# Báikivtsi (Ternópil)
Báikivtsi (ucraniano: Ба́йківці; polaco: Bajkowce) es un municipio rural y pueblo de Ucrania, perteneciente al raión de Ternópil en la óblast de Ternópil.
El municipio, con una población total de doce mil habitantes, incluye tanto el pueblo de Báikivtsi (2299 habitantes en 2015) como catorce pedanías. El municipio se fundó en 2015 mediante la fusión de los hasta entonces consejos rurales de Báikivtsi, Dubivtsí, Lozová, Stehnýkivtsi y Shliájtyntsi. Además de estos cinco pueblos, pertenecen al actual municipio otros diez: Anhelivka, Hayí-Hrechynski, Hayí-Shevchénkivski, Kúrnyky, Ojrýmivtsi, Románivka, Románove Seló, Soborne, Stupky y Chernéliv-Ruski.
Se conoce la existencia del pueblo desde 1653. Tras integrarse en 1939 en la RSS de Ucrania, perteneció entre 1940 y 1962 al raión de Velyki Birky. Posteriormente pasó a formar parte del raión de Ternópil, en el cual se desarrolló como área periférica de la capital regional. Hasta la formación del actual municipio en 2015, formaba por sí solo un consejo rural.
Se ubica en la periferia oriental de la capital regional Ternópil, a orillas del río Hnizdechna.